# Helene, die wahre Braut
Helene, die wahre Braut ist ein Märchenfilm von Heino V. Kronberg aus dem Jahr 2020. Er wurde von der Zieglerfilm Köln im Auftrag des Westdeutschen Rundfunks für die ARD-Reihe Sechs auf einen Streich produziert. Der Film beruht auf Motiven der Märchen Helene (Ludwig Bechstein) und Die wahre Braut (Brüder Grimm).

## Handlung
Helene, eine herzensgute junge Frau, lebt nach dem Tod ihres Vaters bei ihrer Stiefmutter Gertrud, von der sie schikaniert wird, indem sie Unmögliches von ihr verlangt. Nur mit Hilfe der guten Fee Cleo kann Helene die Wünsche erfüllen.
Als Gertrud sich schließlich ein Schloss wünscht, um den jungen Prinzen Lassmann zu beeindrucken, der auf Brautschau ist, baut Cleo eine Überraschung ein: Gertrud kann das Schloss nicht verlassen. Sie wird von Cleo in den Keller gesperrt. Zwischenzeitlich gelangt Lassmann, der sich auf der Jagd verirrt hat, an das ihm unbekannte Schloss und verliebt sich sofort in Helene. Sie verbringen den Tag miteinander.
Zu Hause erfährt Lassmann von seinem Vater, dass er schon von Geburt an Prinzessin Josefine vom benachbarten Königreich versprochen war. Enttäuscht reitet er zu Helenes Schloss, trifft sie jedoch nicht an, da sie gleichzeitig auf der Suche nach ihm ist. Gertrud, von Helene kurz zuvor aus dem Keller befreit, erzählt ihm, Helene sei von Räubern getötet worden.
Helene glaubt nun, Lassmann habe sie belogen, und findet Unterschlupf bei dem einsam lebenden Schäfer Hans. Durch ihr Geschick können sie gute Produkte auf dem Markt verkaufen und bringen es zu Wohlstand. Als im nächsten Frühling Josefine für die Hochzeit mit Lassmann auf dem Markt die schönen Kleider sieht, die Helene den Winter über angefertigt hat, kauft sie sie für ihre Brautjungfern und verpflichtet Helene schließlich dazu, selbst Brautjungfer zu sein. 
Bei der Trauungszeremonie wird Helene von Lassmann erkannt. Josefine, die Lassmanns Teil der Geschichte kennt und Helene liebgewonnen hat, verzichtet auf die Heirat, und Helene wird Prinzessin.

## Hintergrund

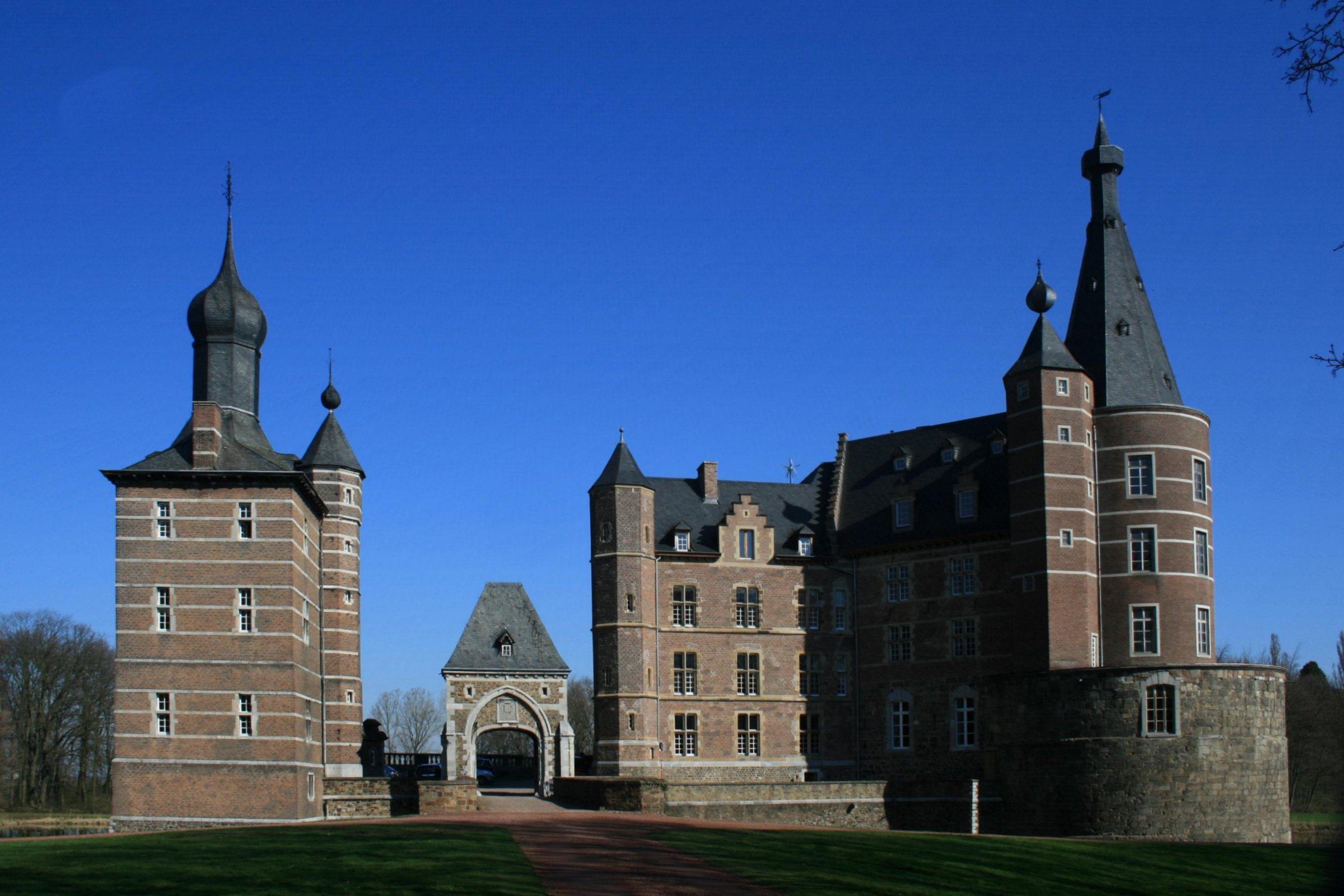
Schloss Merode

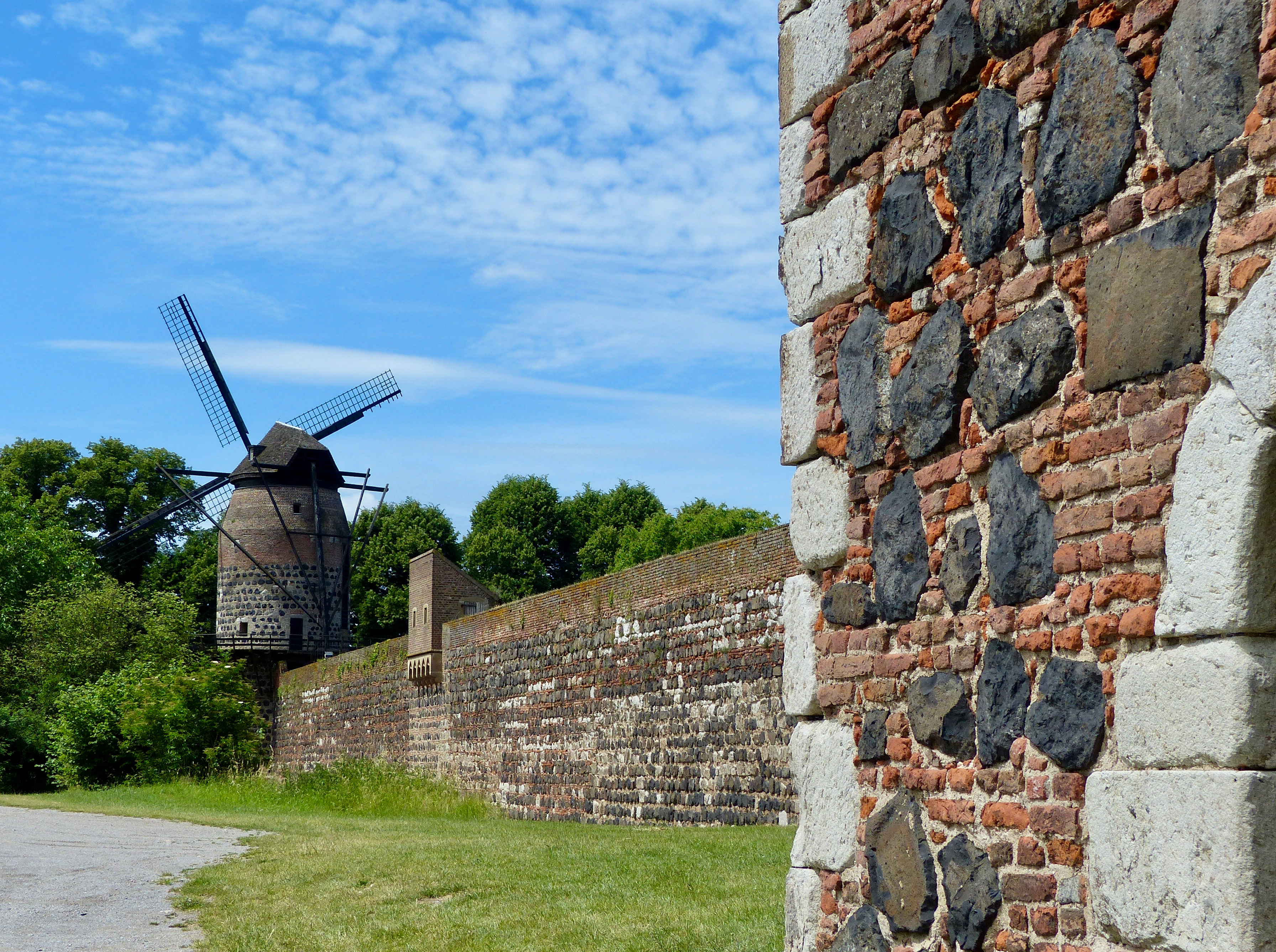
Dormagen-Zons

Gedreht wurde im Juli 2020 im Schloss Merode und im Freilichtmuseum Kommern am Rande der Nordeifel und darüber hinaus in Dormagen-Zons am Niederrhein. Die Produktion erfolgte wegen der COVID-19-Pandemie unter besonderen Hygienevorschriften.
Die Erstausstrahlung erfolgte am 25. Dezember 2020.

## Kritiken
„Konventioneller Märchenfilm mit wenigen Überraschungen und überwiegend eindimensionalen Figuren. Auch vertragen sich einige der modernen Anstriche nicht recht mit dem Entwurf von Handlung und Charakteren.“